# Rubach (Oos)

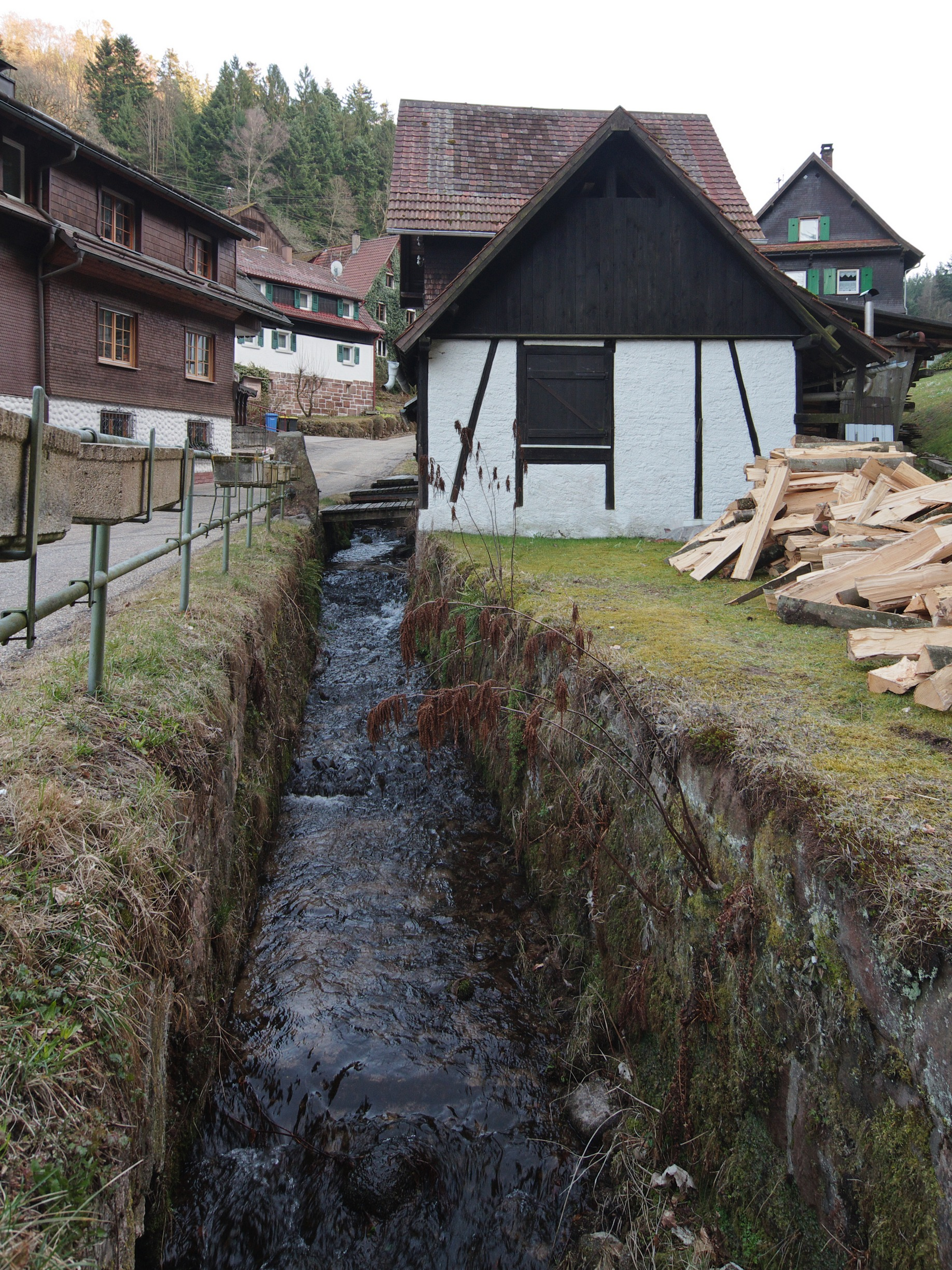
Der Rubach in Schmalbach

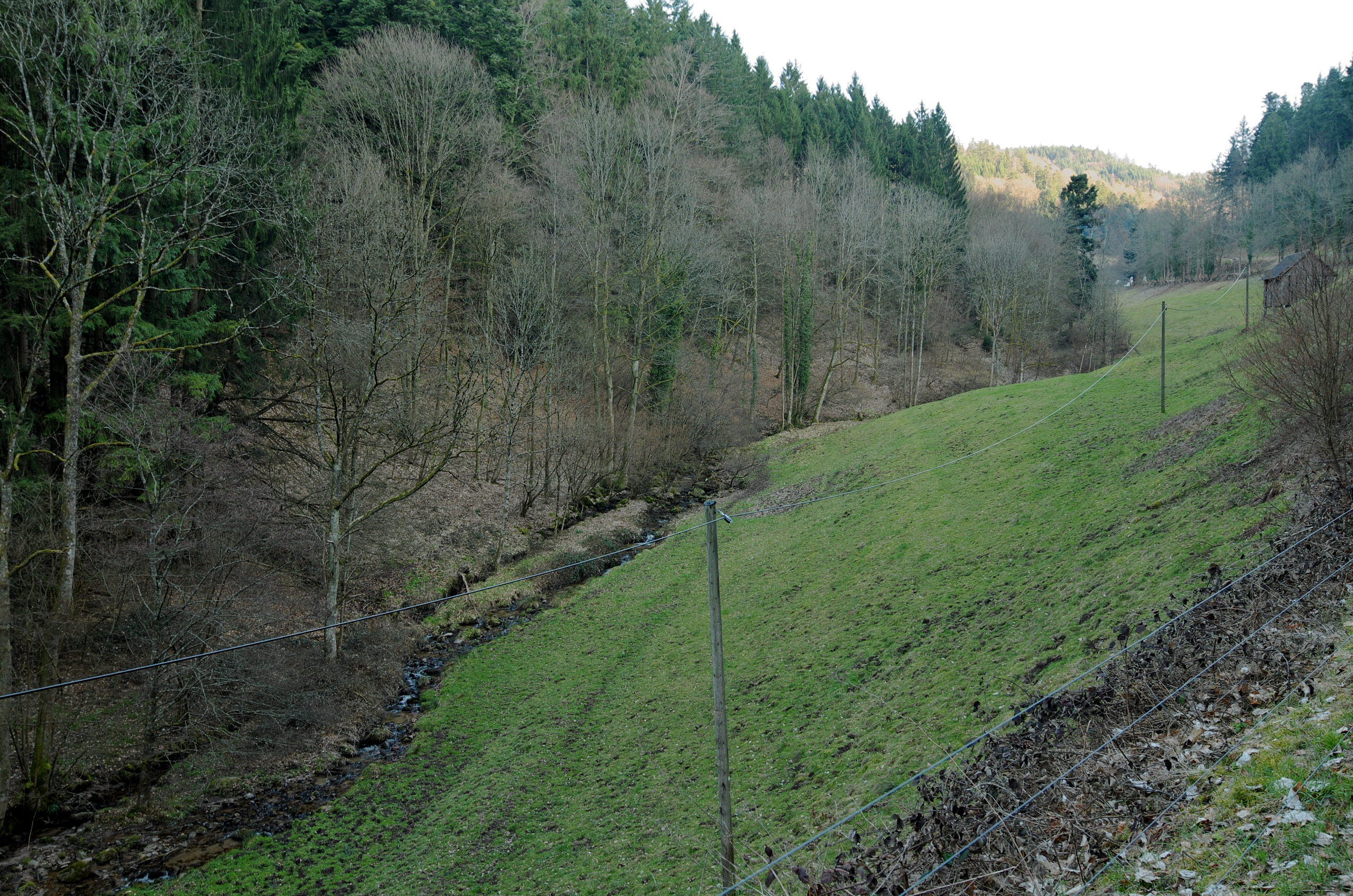
Das Rubachtal unterhalb von Schmalbach

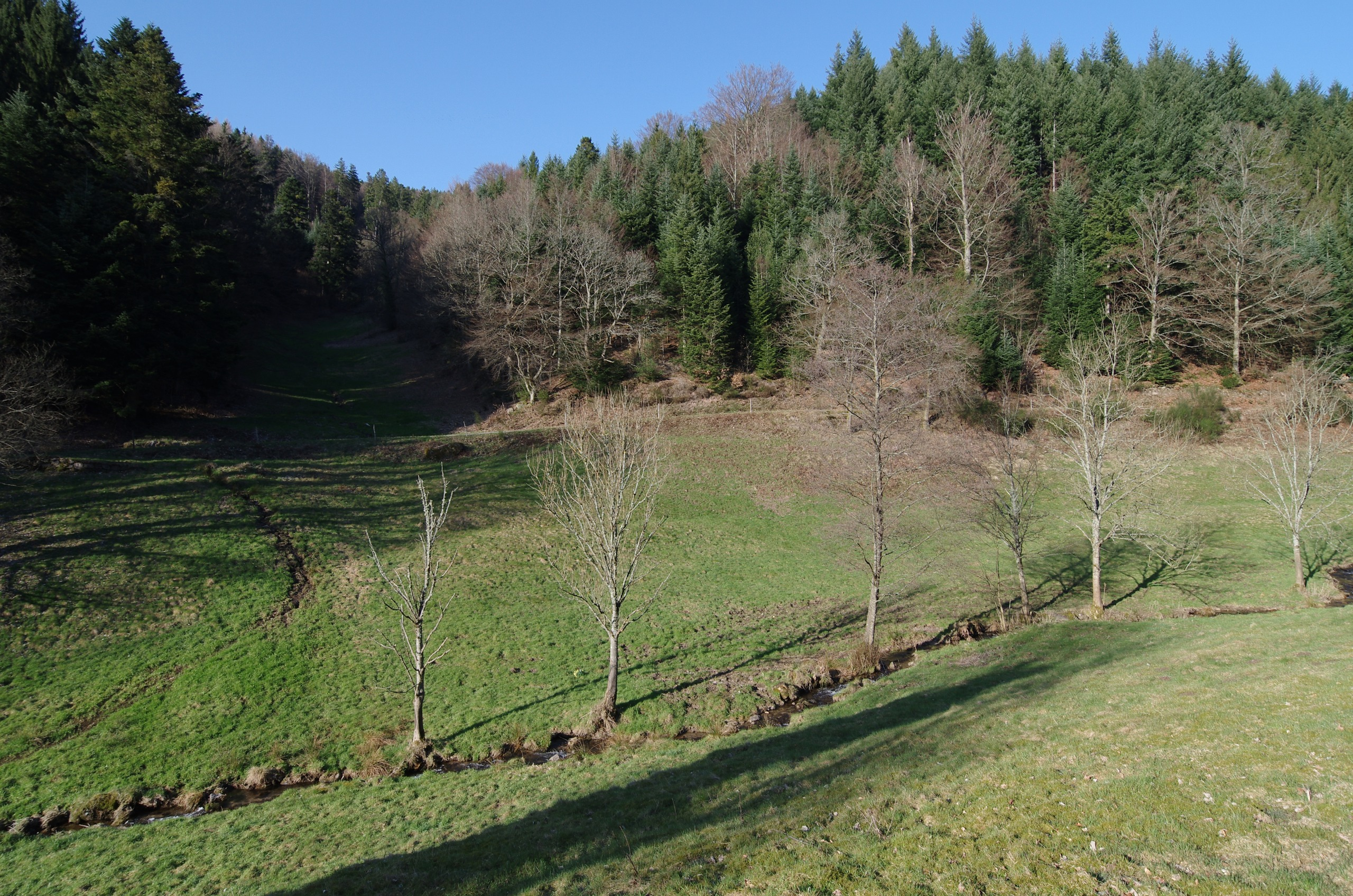
Das Tal oberhalb von Gaisbach

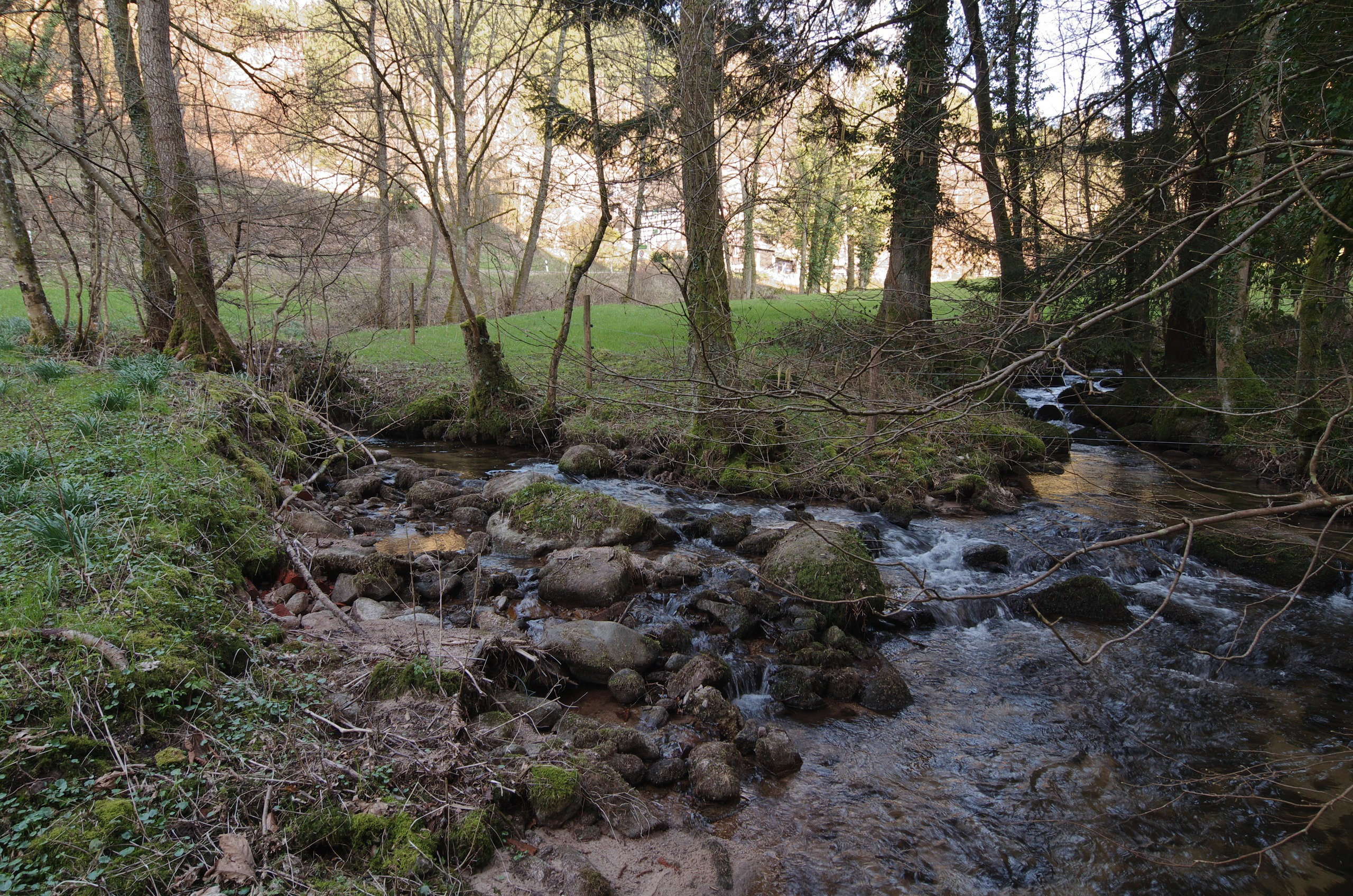
Die Mündung des Rubachs (von links) in den Oosbach (nach vorn)

Der Rubach, teils auch Rubächel genannt, ist ein rund 4,5 km langer Bach im Nordschwarzwald im Stadtteil Lichtental der kreisfreien Stadt Baden-Baden im westlichen Baden-Württemberg, der nach insgesamt nordnordwestlichem Lauf am Lichtentaler Wohnplatz Gaisbach von rechts und zuletzt Osten in den Oosbach mündet.

## Geographie

### Verlauf
Der Rubach entspringt einer Quelle etwa 200 Meter westsüdwestlich des Höhenhotels auf der Passhöhe der Roten Lache auf etwa 680 m ü. NHN nahe am Abzweig der Straße zum Scherrhof von der westlichen Talsteige der L 79. Der junge Bach unterquert gleich die Steige und fließt etwa einen halben Kilometer nordwestlich bis in einen in offener Flur liegenden Talkessel, wo ihm auf etwa 600 m ü. NHN vom Eichenploch im Süden her ein weiterer Quellast zuläuft.
Ab dort fließt der Rubach für den längsten Teil seines Weges mit nur schwachen und langgezogenen Richtungswechseln nordwärts. Sein oft völlig von Baum- oder Strauchbewuchs freies Bett liegt in einem um hundert Meter breiten Wiesenstreifen, der gelegentlich durch Waldriegel auf dem Talgrund unterbrochen wird, während auf den Hängen darüber dichter Wald steht. Links am Unterhang begleitet ihn die L 79. Nach etwa drei Kilometern durchzieht er den größtenteils am rechten Ufer liegenden Siedlungsplatz Schmalbach von Lichtental mit seinem Dutzend Hausnummern, wo sich die offene Talflur zum rechten Hang hin für einen Abschnitt auf über 200 Meter Breite weitet.
Abwärts davon kehrt er sich in einem Talwaldriegel für den letzten Kilometer seines Wegs auf westlichen Lauf, während dessen er zuletzt die drei Anwesen des Lichtentaler Wohnplatzes Gaisbach passiert. Hundert Meter nach dessen letztem Haus mündet er auf etwa 291 m ü. NHN von rechts in den Oosbach, den rechten, etwas kürzeren und merklich einzugsgebietsärmeren, aber gleichwohl amtlich zu diesem geschlagenen Nebenstrang-Oberlauf der Oos, der hier in die letzte Rubach-Richtung nach Westen umknickt. Die Länge von 4,6 km und das Einzugsgebiet von 5,2 km² des Rubachs liegen nur wenig unter den entsprechenden Werten des Oosbach-Oberlaufs (5,1 km und 6,9 km²) bis zur Tubach-Mündung.
Der Rubach mündet etwa 389 Höhenmeter unterhalb seiner Quelle und hat ein mittleres Sohlgefälle von etwa 85 ‰.

### Einzugsgebiet
Das 5,2 km² große vom Rubach entwässerte Gebiet gehört überwiegend dem Naturraum des Nördlichen Talschwarzwaldes an, der südlichste und höchste Bereich am Ruberg gehört zum Naturraum Grindenschwarzwald und Enzhöhen (siehe auch Naturräumliche Gliederung des Schwarzwaldes). Sein höchster Punkt ganz im Süden dicht am höheren der beiden Gipfel des Rubergs liegt etwas über 870 m ü. NHN hoch. Von hier an erstreckt sich das Einzugsgebiet etwa 4,5 km weit nordwärts bis zum Hummelsberg (558,5 m ü. NHN) über dem Talknick bei Gaisbach; quer dazu ist es recht einheitlich und nirgends über 1,5 km breit. Die unmittelbar konkurrierenden Bäche jenseits der nur kurzen südlichen und der langen östlichen Wasserscheide auf dem Ruhberg, dann entlang der langen östlichen und der wieder kurzen nördlichen auf dem Hummelsberg sind, vom Sersbach bis hinunter zum Waldbach, alle linke Zuflüsse des Laufs der Murg im Nordschwarzwald. Jenseits der westlichen entwässert der aufnehmende Oosbach das anliegende Gebiet.
Von der größtenteils offenen, nirgends über 250 Meter breiten Talaue abgesehen ist das Einzugsgebiet völlig bewaldet. Die einzigen Siedlungsplätze darin sind die am Lauf liegenden Siedlungsplätze Schmalbach und Gaisbach des Baden-Badener Stadtteils Lichtental. Der Bach entspringt in der Stadtteilgemarkung des zentralen Baden-Baden, zu der die knappe linke Talhälfte von der linken Wasserscheide bis meist herab an die L 79 am Unterhang gehört, während die rechte Hälfte mit fast dem ganzen Bachlauf in der Lichtentaler Stadtteilgemarkung liegt. Ein schmaler Randstreifen Höhenwaldes auf dem rechten Kamm gehört zur Stadt Gernsbach.

### Zuflüsse
Liste der Zuflüsse von der Quelle zur Mündung. Gewässerlänge, Einzugsgebiet und Höhe nach den entsprechenden Layern auf der Onlinekarte der LUBW. Andere Quellen für die Angaben sind vermerkt.
Kleine Auswahl aus einer größeren Zahl kurzer, auf den üblichen Karten unbenannter Hangbäche mit allenfalls gering und am Unterlauf ausgebildeten Tälern.
- (Bach), von rechts und Ostsüdosten auf etwa 460 m ü. NHN, 0,7 km und ca. 0,2 km². Entsteht auf etwa 627 m ü. NHN südlich der Breitfelder Hütte.
- (Bach), von links und Südwesten auf etwa 400 m ü. NHN dicht vor Schmalbach, 0,8 km und ca. 0,2 km². Entsteht auf etwa 587 m ü. NHN im Gewann Langer Wiesel.

## Geologie
Ganz am Südrand des Einzugsgebietes liegt auf dem Ruhberg Unterer Buntsandstein, im Bogen um das oberste Tal dann eine Zone mit permischem Zechstein. Ungefähr an dessen Übergang zum unterliegenden granitischen Tiefengestein, dem Forbachgranit, entspringt der Rubach. Im deutlich überwiegenden restlichen Teil des Gebiets steht dann überall dieses Gestein an.

## Natur und Schutzgebiete
Das gesamte Einzugsgebiet des Bachs liegt im Naturpark Schwarzwald Mitte/Nord. Der neben dem Gernsbacher weit überwiegende Baden-Badener Gebietsanteil gehört zum Landschaftsschutzgebiet Baden-Baden. Zahlreiche Quellrinnen, waldfreie Sümpfe und Feldgehölze im Verlauf des Baches und seiner Nebenbäche sind als nach § 32 Naturschutzgesetz bzw. § 30a Landeswaldgesetz geschützte Biotope ausgewiesen. Der obere Bereich des Rubergs gehört zum Vogelschutzgebiet Nordschwarzwald.
Auf den ersten anderthalb Kilometern des Bachlaufs gehören große Teile des Einzugsgebietes am Hang zum Wasserschutzgebiet Baden-Baden, Stadtwald-, Scherrhof-, Holdergrund- und Übelsbachquellen, Gabel ums Obertal. Der Baden-Badener Anteil liegt im weiten Quellenschutzgebiet für die Baden-Badener Thermalquellen.

## Verkehr
Das Tal des Rubachs bot schon in historischer Zeit eine regional wichtige Verbindung vom oberen Murgtal zum Marktort Baden-Baden und in Richtung der Oberrheinischen Tiefebene. Im Jahr 1906 wurde sie zur Landstraße ausgebaut, der heutigen Landesstraße 79, die von der Passhöhe Rote Lache herab das gesamte Tal durchläuft. Anlässlich des in dem Jahr gefeierten 50-jährigen Regierungsjubiläums des Großherzogs Friedrich I. und der Goldenen Hochzeit mit Großherzogin Luise erhielt die neue Straße den Namen Großherzog-Friedrich-Luisen-Straße.

### LUBW
Amtliche Online-Gewässerkarte mit passendem Ausschnitt und den hier benutzten Layern: Lauf und Einzugsgebiet des Rubachs

Allgemeiner Einstieg ohne Voreinstellungen und Layer: Daten- und Kartendienst der Landesanstalt für Umwelt Baden-Württemberg (LUBW) (Hinweise)
1. 1 2 3 4 5 6  Höhe nach dem Höhenlinienbild auf dem Hintergrundlayer Topographische Karte.
2. 1 2 3  Länge nach dem Layer Gewässernetz (AWGN).
3. 1 2  Einzugsgebiet nach dem Layer Basiseinzugsgebiet (AWGN).
4. ↑  Einzugsgebiet abgemessen auf dem Hintergrundlayer Topographische Karte.
5. ↑  Schutzgebiete nach den einschlägigen Layern, Natur teilweise nach dem Layer Biotop.

### Andere Belege
1. 1 2  Name Rubächel nach blauen Laufbeschriftungen auf dem Layer WMS ALKIS Basis auf: Geoportal Baden-Württemberg (Hinweise)
2. ↑  Heinz Fischer: Geographische Landesaufnahme: Die naturräumlichen Einheiten auf Blatt 169 Rastatt. Bundesanstalt für Landeskunde, Bad Godesberg 1967. → Online-Karte (PDF; 4,4 MB)
3. ↑  Geologie grob nach: Mapserver des Landesamtes für Geologie, Rohstoffe und Bergbau (LGRB) (Hinweise)
4. ↑  Willi Echle: Heimatbuch Forbach im Murgtal. Hrsg.: Gemeinde Forbach. 1973, S. 223.